# Феодора Великая Комнина (Деспина-хатун)
Феодора Великая Комнина (ср.-греч. Θεοδώρα Μεγάλη Κομνηνή; также «Деспина-хатун», перс. دسپینا خاتون‎; умерла после 1478, Диярбакыр) — дочь трапезундского императора Иоанна IV. Матерью Феодоры была жена или наложница Иоанна тюркского происхождения. Феодора была известна своей необычайной красотой. Брак Феодоры с Узун Хасаном, ставшим впоследствии правителем Ак-Коюнлу, организовал дядя Феодоры, император Давид. Феодора сохранила христианскую веру и, якобы, имела влияние на своего мужа, главного соперника Османской империи в Малой Азии во второй половине XV века. Дочь Феодоры стала матерью шаха Исмаила.
В эпоху Возрождения возник миф о принцессе Трапезунда, девице, терпящей бедствие. Собирательный образ «принцессы Трапезунда» вдохновлял на создание произведений искусства, в том числе Пизанелло и Жака Оффенбаха.

## Имя
Начиная с Дюканжа, историки, занимавшиеся историей Трапезундской империи (Фальмерайер, Финли и другие), приписывали ей имя, несвойственное для византийских принцесс — Катерина. Однако греческие историки пятнадцатого века, которые писали о ней, современные ей (Дука или Лаоник Халкокондил), называли её лишь «дочь императора Трапезунда». Байло Доменико Тревизано в своём донесении называет её Fiordispina. Катерино Дзено, родственник Феодоры, называл её «королева Деспина». Историки также называли её «Деспина-хатун», но это не личное имя. Так называли ещё нескольких христианских принцесс, выданных замуж за мусульманских правителей (Оливера Деспина, Мария Деспина, Мара Бранкович). «Деспина» (др.-греч. Δέσποινα) и «хатун» (тур. Hatun) означают «госпожа» на греческом и турецком языках.
Согласно известному византинисту Шарлю Дилю, её звали Феодорой. Сохранилось ответное послание венецианского сената Узун-Гасану, в котором упоминается «прославленная Феодора, дочь императора Трапезунда, великая супруга упомянутого Узун-Гасана» (лат. ill. Theodorae, domini imperatoris Trapezundae filiae, magni conjugi praefati Hassanbei...). По мнению Диля, имя «Катерина» возникло из неверного понимания слова хатун — «Katoun (Chatoun)». В. Минорский в Энциклопедии ислама называл её Катериной, однако в следующем издании энциклопедии историк Фарук Сюмер упоминал её как Феодору.

## Биография

### Происхождение
О личности и жизни Феодоры почти ничего не известно. Она была дочерью Иоанна IV и его второй жены (с 1438 года), которая была тюркского происхождения. Как сообщал Перо Тафур, путешественник, посетивший Трапезунд в 1438 году и встречавшийся с Иоанном, «женат он на дочери одного турка». Возможно, вторая жена Иоанна была сестрой или дочерью кого-то из крымских ханов: либо Хаджи Герая, либо Девлет-Берди.
Есть малораспространённая гипотеза, изложенная в Ecthesis Chronica, что Феодора была дочерью Давида, брата и преемника Иоанна IV. Также автор Ecthesis Chronica написал, что «Деспина Хатун» имела от Узун-Хасана троих сыновей, что Рустам-бей, правитель Персии — один из этих сыновей, что шейх Хайтар имел сына от дочери Узун-Гасана, шейха Исмаила.

### Брак
Первые упоминания дочери Иоанна относятся к концу сороковых годов XV века. Георгий Сфрандзи писал, что был послан в Трапезунд и Грузию «по делу сватовства моего господина». В Константинополе рассматривали вариант женитьбы Константина XI на грузинской или «трапезундской невесте», однако в 1451 году после смерти Мурада II возникла идея о браке Константина с одной из вдов Мурада — Марой. Переговоры о «трапезундском браке» прекратились, и он так и не состоялся.
По сообщению Лаоника Халкокондила и Абу-Бакра Тихрани, незадолго до падения Трапезунда был заключён брак принцессы с Узун-Гасаном, правителем Ак-Коюнлу. Традиционно замужество Феодоры датировалось 1458 или 1457 годом, однако, проанализировав хроники, историк Куршанкис сделал вывод, что сватовство осуществлял Давид летом 1459 года и тогда же он и отвёз племянницу Узун-Гасану.

### Конец Трапезундской империи
Константинополь пал после осады Мехмедом в 1453 году. В 1456 году Мехмед предпринял попытку захватить и Трапезунд; атака не удалась, но Иоанн был вынужден заплатить дань, чтобы предотвратить дальнейшие атаки. Мехмед постепенно аннексировал последние владения Палеологов в Морее, захватив Мистру 29 мая 1460 года. Трапезундская империя осталась последним осколком византийского православного мира, и Комнины пытались найти союзников для защиты. В этих условиях альянс с мощной конфедерацией племён Ак-Коюнлу, которая была самым могущественным соперником Османской империи, казался спасительным.

Было бы неправильно удивляться браку христианской принцессы и тюрка мусульманина. Трапезундская империя была в отчаянной ситуации, в окружении мусульманских государств, и матримониальная политика игнорировала религиозные соображения. Союз Трапезунда и Ак-Коюнлу был несколько ослаблен смертью Иоанна IV (согласно историкам Ганшу, Куршанкису и Шукурову это произошло в 1460 году). Его преемник, Давид II, был его братом и дядей Феодоры. Давид попытался расширить число союзников не только за счёт тюркских князей Малой Азии (Караманидов, Джандаридов), но и за счёт европейских стран. Он рассылал посланников, чтобы заинтересовать папу и герцога Бургундского Филиппа Доброго новым, антиосманским, крестовым походом.

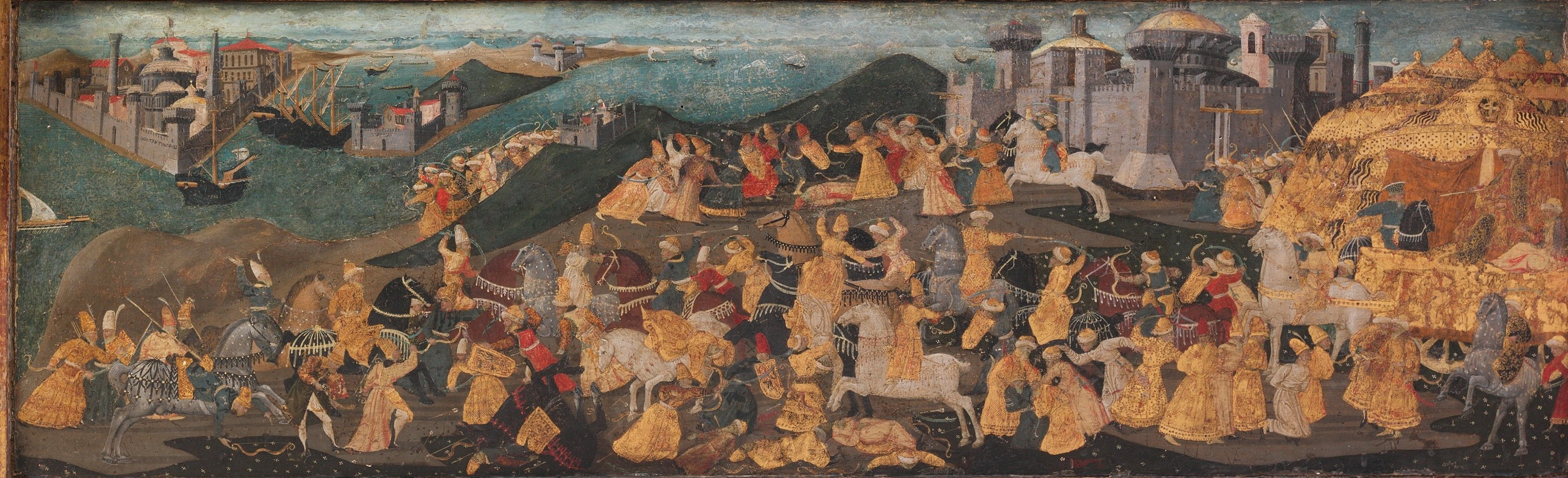
Завоевание Трапезунда.
Марко дель Буоно Джиамберти и Аполлонио Джованни ди Томасо (около 1463 года).

Посольство во главе с Луи Болонским, называвшимся патриархом Антиохии, включало в себя посланников Давида и Узун Хасана. Идея о том, что Узун Хасан ради своей жены может стать решающим союзником в гипотетическом крестовом походе против османов, начала распространяться на Западе, порождая миф о принцессе Трапезунда. Халкокондил и Абу-Бакр-Тихрани писали, что Узун-Гасан высылал к Мехмеду посольство с сообщением о браке и предупреждением о том, чтобы Мехмед не требовал дани с Трапезунда:
Когда наступила осень, Сахибкиран направился в долину Эрзинджана, а сына своего брата, Мурад-бека, отправил послом к румскому султану Мухаммаду б. Мурад-хану, дабы уведомить, что «Трапезунд отдали нам и согласились вносить джизью, просьба [наша] заключается в том, чтобы вы помнили установление "у меня одна овца" и не посягали на Трапезунд»
Но по словам Рансимена, Давид сам спровоцировал нападение османов, потребовав от Мехмеда, чтобы тот перестал взимать с Трапезунда дань. Надежды, возложенные в Трапезунде на брак принцессы с Узун-Гасаном, были напрасны. Мехмед II, османский султан, начал в 1461 году захватывать последние византийские территории, на что Узун Хасан отреагировал. Но после нескольких стычек, Мехмед сумел убедить его отказаться от союза с Давидом. Обеспечив таким образом свой тыл, Мехмед смог осадить Трапезунд, который капитулировал 15 августа 1461 года.

### Последние упоминания
Лаоник Халкокондил сообщил о письме, которое в 1463 году Феодора направила к дяде. Оно было отправлено с Георгием Амируци, который обманул доверие Комнинов и выдал их Мехмеду. В письме Феодора просила Давида прислать к её двору (ко двору Узун-Гасана) одного из сыновей Давида или его племянника Алексея, сына Александра и Марии Гаттилузио. Именно это письмо дало Мехмеду II повод избавиться от свергнутого императора. Для Мехмеда II эта переписка была доказательством их сговора и планирования отвоевания части империи с поддержкой Ак-Коюнлу. По обвинению в государственной измене Давид, его три сына и племянник были схвачены и казнены первого ноября того же года 1463.
Возможно, именно Феодора была движущей силой дипломатических контактов с Венецией в 1465—1466 годах и с молдавским господарем Стефаном в 1474. В ходе переговоров основное внимание было уделено целесообразности согласованных действий против османов и доставки огнестрельного оружия венецианцами. Боевые действия начались в 1471 году, но Венеция тогда не присоединилась к Узун-Гасану, а посланное венецианцами оружие так и не было доставлено Узун-Гасану: это закончилось катастрофой для последнего, разбитого в Керели в 1472 году и через год в битве при Отлукбели, которая положила конец его анатолийским амбициям .
После поражения под Трапезундом, Узун Хасан продолжал оставаться самым опасном соперником Мехмеда в Малой Азии. После падения Негропонта в 1470 году Венецианская республика была настроена изменить свою политику в отношении Османской империи и прекратить промедление с вступлением в войну. Таким образом, состоялись переговоры между Венецией и Ак-Коюнлу с целью создания антиосманского союза. Существуют сообщения позднего источника, о сестре Феодоры по имени Валенца, вышедшей замуж за регента Наксосского герцогства Николо Криспо, которая связалась с Феодорой после долгой разлуки и, таким образом, послужила посредником между итальянцами и Узун Хасаном.  Когда в 1473 году ко двору Узун-Гасана прибыл венецианский посланник Катерино Дзено, он прежде всего связался с Феодорой. Он объяснил ей, что женат на её племяннице, и получил возможность часто и неофициально общаться с Узун-Гасаном. Дзено был допущен как родственник к частному общению с семьёй Узун-Гасана, по его словам «между ними [Деспиной и Узун-Гасаном] много любви и привязанности». Точная степень родства Дзено и Феодоры остаётся неизвестна. На основе писем Катерино Дзено Рамузио составил описание его путешествия. В описании содержится утверждение, что матерью жены Дзено была сестра «королевы Деспины». Такое заключение Рамузио сделал на основе того, что Дзено называл её «тетя». Согласно Рамузио, жена Дзено была дочерью герцога Архипелага Николо Криспо и Валенцы, дочери Иоанна IV. Сопоставление дат рождения вызывает сомнения в верности традиционно принятой версии родства Дзено и Феодоры. Историк Куршанкис, исследовавший генеалогию Комнинов, пришёл к выводу, что матерью жены Дзено могла быть сестра не Феодоры, а Иоанна, и что она не могла носить имя Валенца, если была Комниной.
Франц Бабингер утверждал, что Феодора была с Узун-Гасаном в битве при Малатье (состоявшейся за несколько дней до битвы при Отлукбели)  в 1473 году, где призывала мужа преследовать побежденную армию Мехмеда II, чтобы полностью уничтожить его. Последние надежды Феодоры на то, чтобы увидеть отвоёванную для неё империю Трапезунда, исчезли с поражением, которое потерпел её муж от Мехмеда II при Отлукбели. Последние годы жизни её мужа она жила отдельно от него с двумя дочерьми во дворце в Гарпуте. Говорят, она провела последние годы в благочестии. После смерти Узун-Гасана в 1478 году её перестали упоминать в документах, поэтому неизвестно, сколько лет она прожила. Похоронена Феодора в церкви св. Георгия в Диярбакыре, где её захоронение было показано итальянскому путешественнику в 1507 году. Однако оно было повреждено в 1883 году и сейчас не доступно.

### Потомки
У Феодоры был один сын. Он был убит своими тремя братьями в ночь после смерти Узуна-Гасана. Также у Феодоры было три дочери, но известно имя только одной дочери: Халима (Марта, Алимшах-бегим), дата рождения которой неизвестна. Халима вышла замуж за шейха Гейдара из Ардебиля (умер 1488). Её сын, будущий шах Исмаил I, основал династию Сефевидов, правившую Персией с 1501 по 1736 год, и ввёл в своём государстве шиизм.
С двумя другими дочерьми Феодора жила в Гарпуте. В 1478 году, после убийства брата, они бежали в Алеппо, испугавшись за свои жизни, а оттуда в Дамаск. Катерино Дзено, внук посланника Катерино Дзено, встречался с одной из них в Дамаске в 1512 году, и они говорили на понтийском греческом языке. Она собиралась ехать в Персию, где правил её племянник, шах Исмаил I.

## Миф о принцессе Трапезунда

### Принцессы Трапезунда
С далёкого востока на запад проникали романтические рассказы редких путешественников. В 1427 году из длительного плена вернулся Шильтбергер. Он попал в плен к туркам в битве при Никополе, служил в свите султана Баязида Молниеносного, а в 1402 году попал в плен к Тимуру в Ангорской битве. Шильтбергер пробыл на востоке около 25 лет, он побывал в Трапезунде, участвуя в походе султана в Малую Азию. Шильтбергер записал легенду о горном замке возле Трапезунда с названием «Замок Ястреба» (Sperberburg): «В этом замке есть прекрасная девушка и ястреб на шесте, и кто туда придет и три дня и три ночи будет бодрствовать и не заснет, тот получит все, чего потребует от девушки, если только честь это позволит». Рассказ Шильтбергера подтверждает слова Фалмерайера о том, что существовало множество легенд о сватовстве, связанных с Трапезундом, его обособленностью от христианского мира, его существованием в окружении мусульманских государств.

Правая часть фрески. В центре стоит Святой Георгий, правее, повернувшись к нему, принцесса. Всадник справа — король.

Феодора была последней из знаменитых принцесс, отданных тюркским эмирам, чтобы купить безопасность империи. Первыми из этих принцесс были сестры Алексея III (1338—1390): Мария (замужем с 1352 за эмиром Фахретдином Кутлу-беем, правителем Ак-Коюнлу) и Феодора (замужем с 1358 за эмиром Халибии «Хаджимаром [Хаджи Омером] сыном Байрама». Четыре из пяти дочерей Алексея тоже послужили укреплению положения Трапезунда: Евдокия в первом браке c 1380 года была женой эмира Таджеддина («Татчи-Эддин-Челеби»), Мария стала женой эмира Халибии Сулейман-бея, сына Хаджи Омера, две дочери, имена которых неизвестны, вышли замуж за эмира Эрзинджана Мутаххартена и Кара-Юлук Осман-бея, правителя Ак-Коюнлу. Алексей IV выдал одну из своих дочерей за Джаханшаха, правителя Кара-Коюнлу. На другой дочери Алексея, Марии, женился византийский император Иоанн VIII Палеолог. Сочетание «Принцесса Трапезунда» стало известно на западе именно после появления описаний Марии. Её муж был одним из главных участников долго длившегося вселенского Ферраро-Флорентийского собора в 1438—1439 годах, и поэтому широко известен на Западе. В Константинополе в 1432 году бургундский путешественник Бертрандон де ла Брокьер встретил Марию во время верховой прогулки. Её красота произвела на него большое впечатление, и он написал: «его жена, очень красивая дама, была дочерью императора Трапезунда». Присмотревшись, он добавил: «Она показалась мне ещё красивее, чем раньше». Принцесса, изображённая на фреске Пизанелло в семейной часовни Пеллегрини в церкви св. Анастасии в Вероне, с её причёской, напоминающей тюрбан, традиционно называется Трапезундской. Её образ, как считается, мог быть навеян сказочной красотой Марии, и её восточным одеянием, уже описанными Бертрандоном де ла Брокьер. Именно в годы постройки и росписи часовни проходил Ферраро-Флорентийский собор и обсуждалась возможное объединение церквей (западной и восточной). Имена и образы последних христианских правителей на востоке вызывали вызывали повышенный интерес.
Фалмерайер писал, что «черкесские, грузинские, армянские и туркменские рыцари и царевичи охотно отправлялись в страну горных замков и ко двору великих Комненов в поисках приключений и чтобы свататься к прекрасным дочерям трапезундских феодальных властителей», «Красота Трапезунтской молодежи, в особенности принцесс императорского дома, славилась по всей Азии и занимала в течение более двух столетий авторов западноевропейских романов и сказочников восточных дворов». По словам Миллера, «красота трапезундских царевен вошла в то время в поговорку…».

### Красота Феодоры
Единственная информация, известная относительно личности Феодоры — это её красота, сведения о которой дошли на Запад через путешественников. Английский византинист Дональд Никол писал о Феодоре: «Ее красота была уже легендарной не только в Персии, но и в Венеции и на западе». Согласно византинисту Карпову, «красота трапезундских принцесс вдохновляла живописцев и литераторов. <…> Легендарный образ прекрасной трапезундской царевны Феодоры, жены Узун Хасана, не сходил со страниц самых разных произведений XV—XVI веков».

Итальянский географ Джованни Баттиста Рамузио пересказал слова анонимного венецианcкого купца: 
В то время в Требизонде царил царь по имени Калло Джоаннис, и он был христианином и имел дочь по имени Деспина Като, очень красивую, и было распространено мнение, что не было в то время  прекраснее: и по всей Персии была распространена слава о её великой красоте.
Желание Узун Хасана жениться на ней показывает, что это было не преувеличение. Могущественный правитель женился на дочери слабого соседа без приданого, если не считать уступку суверенитета над Каппадокией. Наоборот, Узун Хасан обещал императору поддержку своей армией, своими богатствами и личную помощь в случае конфликта с Османской империей. Кроме того, Феодоре и её свите разрешили сохранить свою христианскую веру и свободно исповедовать свою веру при дворе. С появлением на политической арене Узун-Гасана, Мехмеда II и Феодоры слухи о Трапезундских принцессах получили новый импульс. Константинополь пал, а Трапезунд, как последний осколок Византии, доживал последние годы. Мехмед II активно захватывал территории в Европе. В свете этого планировавшийся крестовый поход против турок и союз с Узун-Гасаном становились актуальной темой дипломатии. Роль, которую играла в переговорах Феодора, её легендарная красота, её судьба (брак с мусульманином ради спасения родной страны) делали её героиней романтической легенды о девушке, отданной дракону или чудовищу.

### Развитие мифа
Со временем атрибуты мифа о принцессе Трапезунда исчезли, и миф ограничился изображением девицы, терпящей бедствие. В 1640 году генуэзец Амброджо Джованни Марини опубликовал роман под названием «Калоандро», позже переименованный в «Il Caloandro Sconosciuto», а потом в 1652 году в «Il Caloandro Fidele» . Из-за успеха у публики, он был адаптирован для театра в 1656 году под названием «Il Caloandro» и переведен на французский язык Жоржем де Скудерив 1668 году. Действие, персонажи и герой Калоандро, сын императора Константинополя, вымышлены. Среди персонажей есть Леонильда, дочь императрицы Трапезунда Тигринды, и Суфара, принца Туркомании. Детали ландшафтов и флоры на удивление верны, что, похоже, доказывает, что Марини написал свой роман, возможно, прочитав отчеты Катерино Дзено. Вполне вероятно, что последующим успехом миф о принцессе Трапезунда обязан Калоандро.
После успеха Марини миф начал забываться. В 1869 году Оффенбах создал комическую оперу под названием «Принцесса Трапезунда», в котором вместо принцессы фигурировала восковая фигура, называемая принцессой. В 1909 году австрийский драматург Филипп Лангман написал книгу под названием «Принцесса Трапезунда» (Die Prinzessin von Trapezunt), которая имеет мало общего с Феодорой Комниной, действие в ней происходит около 1370 года.